# Hymne an die Freiheit (Ivan Gundulić)
Die Hymne an die Freiheit (kroat. Himna slobodi) ist ein in kroatischer Volkssprache verfasstes Gedicht. Dieses wurde 1628 vom aus Dubrovnik (Ragusa) stammenden Dichter Ivan Gundulić verfasst. Die musikalische Fassung stammt von Jakov Gotovac, einem aus Split stammenden Komponisten, welcher dieses Stück 1926 schuf.
Die Grundaussage dieses Gedichts besteht darin, dass die Freiheit ein unübertreffbares Gut darstellt. Hiermit soll auch symbolisch die Sehnsucht nach der Freiheit ausgedrückt werden, für welche die Bevölkerung der Stadt Dubrovnik jahrhundertelang Abgaben leisten musste.
Das Gedicht stammt aus Gundulićs Pastorale Dubravka und besteht aus sechs Versen und 42 Worten. Das Stück wird jährlich bei der Eröffnung der Sommerfestspiele von Dubrovnik (kroat. Dubrovačke ljetne igre) aufgeführt.